# Christine Appenzeller
Christine Appenzeller (geb. 26. Februar 1957 in Uitikon) ist eine Schweizer Schulgründerin in Peru.

## Leben
Christine Appenzeller wuchs in Uitikon mit drei Schwestern und einem Bruder auf, wo sie auch ihre Schulbildung erhielt. 1978 schloss sie ihre Ausbildung zur Primarlehrerin in Zürich ab. Danach engagierte sie sich als Volontärin in einem von «Terre des Hommes» betriebenen Kinderheim in Lima, Peru. 1980 gründete sie in Cusco die Asociación Pukllasunchis, eine Initiative, die zahlreiche Bildungsprojekte umfasst. Dazu gehört die Einrichtung einer Modellschule, die Kindergarten bis Sekundarschule umfasst und etwa 800 Kinder aller sozialen Schichten aufnimmt. Weiterhin führte sie Fortbildungskurse für Kindergärtnerinnen und Primarlehrerinnen öffentlicher Schulen ein, etablierte zweisprachigen Unterricht in Quechua und Spanisch, entwickelte ein didaktisches Studienzentrum für Lehrkräfte und initiierte ein Schulradio, das Schulen in der Region Cusco unterstützt. Die Schule habe das dortige Bildungssystem wesentlich beeinflusst.
Im Weiteren ist Christine Appenzeller Stiftungsratsmitglied von Pukllasunchis Schweiz.
Seit April 2022 ist Christine Appenzeller im Ruhestand, setzt sich jedoch weiterhin als Präsidentin der Trägerschaft für Pukllasunchis ein.

## Auszeichnungen
- 2001: Preis der Stiftung Dr. J. E. Brandenberger - In Anerkennung ihres grossen persönlichen Einsatzes für ein menschenwürdiges Leben der Andenbevölkerung von Cusco/Peru durch die Entwicklung von interkulturellen, zweisprachigen und ganzheitlichen Schulprojekten.[7]